# Rallye Liepāja
Navigation
Édition 2023 Édition 2024

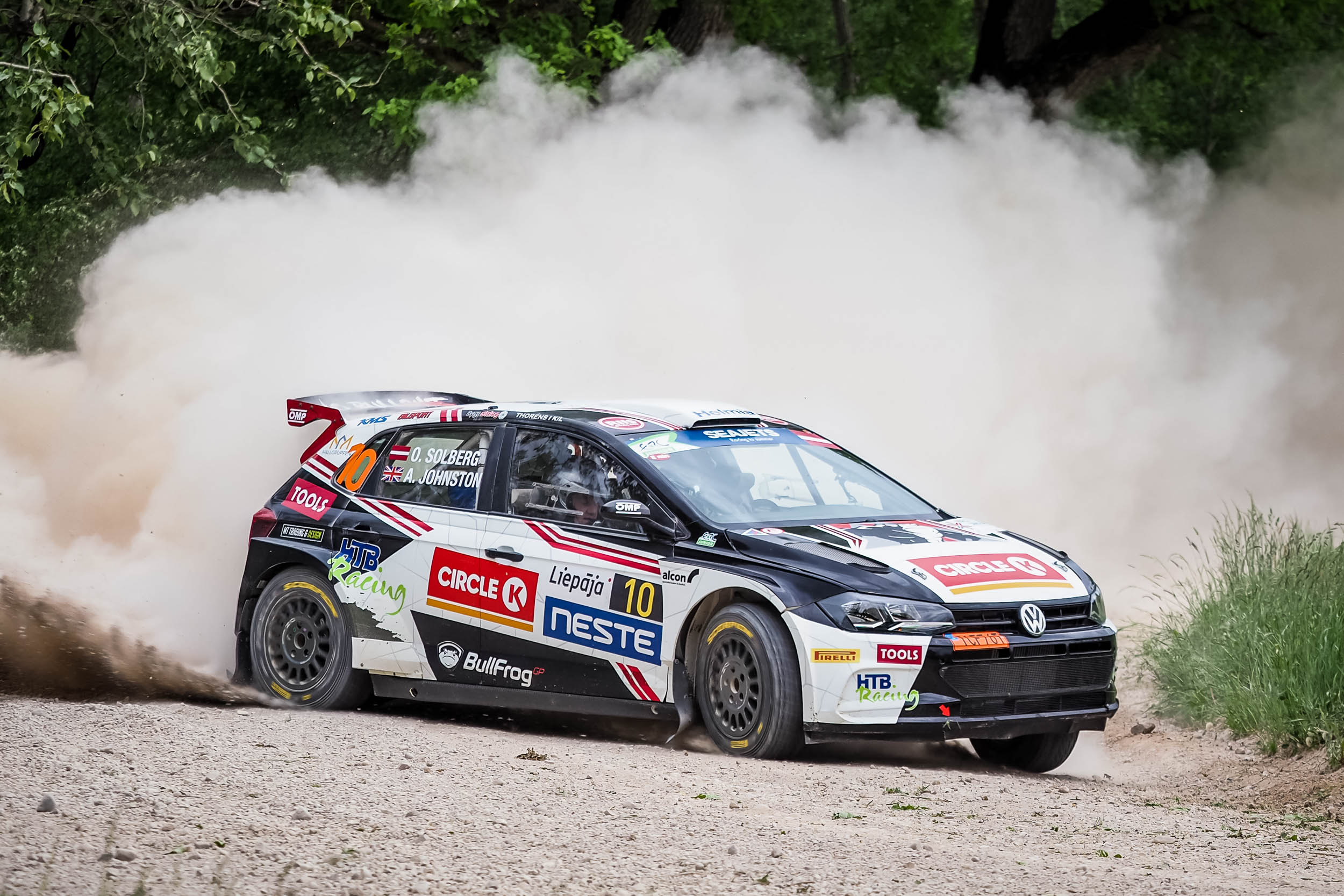
Oliver Solberg au rallye Liepāja 2019

Le Rallye Liepāja (Rallye Liepāja Ventspils en 2013, Rallye de Lettonie en 2024) est un rallye automobile créé en 2013 se déroulant initialement sur terres enneigées, le long du littoral balte du sud vers le nord du pays.

## Histoire
Antérieurement à 2013, le rallye de Lettonie (Rally Latvija) se déroulait sur terre autour de Riga, et avait déjà été remporté par J.Ketomaa sur Mitsubishi Lancer Evo IX en 2007, dans le cadre du championnat letton (tout comme son compatriote Sebastian Lindholm douze années plus tôt, en 1995). En 2013 il est devenu une course du championnat national de rallye sprint.
Il est la première compétition internationale automobile à se dérouler en Lettonie depuis l'indépendance de cet état balte en 1991, et devient le second évènement d'importance en sports mécaniques du pays après le Grand Prix de Lettonie de Speedway (organisé depuis 2006).
Dès sa première édition, Le Rallye Liepāja devient la seconde manche du Championnat d'Europe des rallyes 2013 avec une formulation rénovée de ce dernier (il est également de fait intégré au championnat de Lettonie). Il se court alors du 1er au 3 février, et le finlandais Jari Ketomaa ouvre le palmarès pour l'unique apparition du British Autotek Motorsport team (Maxxsonics) durant la saison en ERC.
En 2014, l'épreuve a lieu du 31 janvier au 2 février. Il fait désormais aussi partie du nouvel ERC Winter Challenge, avec les rallyes Jänner et Sibiu (eux aussi sur neige, Sibiu étant exceptionnellement reporté sur asphalte en novembre 2014 pour cause climatique extrême).
À partir de 2016, il se court en automne, l'amenant à conclure le championnat lors de la saison 2017.

## Palmarès
| Année | Pilote          | Copilote             | Voiture                     |
| ----- | --------------- | -------------------- | --------------------------- |
| 2013  | Jari Ketomaa    | Kaj Lindström        | Ford Fiesta RRC             |
| 2014  | Esapekka Lappi  | Janne Ferm           | Škoda Fabia S2000           |
| 2015  | Craig Breen     | Scott Martin         | Peugeot 208 T16             |
| 2016  | Ralfs Sirmacis  | Arturs Šimins        | Škoda Fabia R5 (en)         |
| 2017  | Nikolay Gryazin | Yaroslav Fedorov     | Škoda Fabia R5              |
| 2018  | Nikolay Gryazin |                      | Škoda Fabia R5              |
| 2019  | Oliver Solberg  |                      | Volkswagen Polo GTI R5 (en) |
| 2020  | Oliver Solberg  |                      | Volkswagen Polo GTI R5      |
| 2021  | Nikolay Gryazin |                      | Volkswagen Polo GTI R5      |
| 2022  | Mārtiņš Sesks   |                      | Škoda Fabia Rally2 evo (en) |
| 2023  | Mārtiņš Sesks   |                      | Škoda Fabia RS Rally2       |
| 2024  | Kalle Rovanperä | Jonne Halttunen (en) | Toyota GR Yaris Rally1      |